# جائزة دينين الكبرى 2011
جائزة دينين الكبرى 2011 (بالإنجليزية: 2011 Grand Prix de Denain)‏ هو سباق دراجات هوائية، وهو الموسم رقم 53 من السباق، وأقيم في 14 أبريل 2011، وامتدّ لمسافة 199 كيلومتر، وهو أحد سباقات طواف أوروبا للدراجات 2010–11، وهو من نوع سباق يوم واحد، وهو من نوع سباق الدراجات.
فاز فيه بالمركز الأول جيمي كاسبر، وبالمركز الثاني رومان فيلو، وبالمركز الثالث Aidis Kruopis ‏.

## التصنيف العام النهائي
| \| التصنيف العام \| التصنيف العام \| التصنيف العام \| التصنيف العام \| التصنيف العام \| \| العداء \| العداء \| الفريق \| الوقت \| \| \| ------------- \| -------------------------- \| ------------------------------------ \| ------------- \| ------------- \| \| 1 \| جيمي كاسبر \| Sojasun (cycling team) [الإنجليزية]‏ \| \| \| \| 2 \| رومان فيلو \| Vacansoleil–DCM [الإنجليزية]‏ \| \| \| \| 3 \| Aidis Kruopis [الإنجليزية]‏ \| Landbouwkrediet–Colnago [الإنجليزية]‏ \| \| \| |                |                          |       |  |
| |                |                          |       |  |
| مصدر: ProCyclingStats |                |                          |       |  |
| التصنيف العام |                |                          |       |  |
| العداء | العداء         | الفريق                   | الوقت |  |
| 1 | جيمي كاسبر     | Sojasun (cycling team) ‏  |       |  |
| 2 | رومان فيلو     | Vacansoleil–DCM ‏         |       |  |
| 3 | Aidis Kruopis ‏ | Landbouwkrediet–Colnago ‏ |       |  |

## وصلات خارجية
- لمحة عن سباق جائزة دينين الكبرى 2011 على موقع  ProCyclingStats   (برو  سايكلنج  ستاتس) - إحصاءات  محترفي  الدراجات.

- جائزة دينين الكبرى 2011 على موقع إحصائيات الدراجات الإحترافية (الإنجليزية)